# Glascock County
Glascock County är ett administrativt område i delstaten Georgia, USA, med 3 082 invånare. Den administrativa huvudorten (county seat) är Gibson. 

## Geografi
Enligt United States Census Bureau så har countyt en total area på 374 km². 373 km² av den arean är land och 1 km² är vatten.

### Angränsande countyn
- Warren County, Georgia - nord
- Jefferson County, Georgia - sydost
- Hancock County, Georgia - nordväst
- Washington County, Georgia - sydväst